# سراسینوپس
سراسینوپس (نام علمی: Cerasinops) نام یک سرده از زیرراسته شاخ‌چهرگان است.